# Lamprospilus
Genre
Lamprospilus est un genre d'insectes lépidoptères de la famille des Lycaenidae et de la sous-famille des Theclinae présents en Amérique.

## Dénomination
Le genre a été nommé par Carl Geyer en 1832.

## Liste des espèces
- Lamprospilus albolineata (Lathy, 1936); présent  en Colombie.
- Lamprospilus argentinensis (Johnson & Kroenlein, 1993); présent en Argentine.
- Lamprospilus arza (Hewitson, 1874); présent au Mexique, au Nicaragua et au Guatemala.
- Lamprospilus aunus (Cramer, [1775]); présent au Surinam et en Guyane.
- Lamprospilus badaca (Hewitson, 1868); présent  en Colombie, au Venezuela, à Trinité-et-Tobago, en Bolivie, au Paraguay, en Argentine, au Brésil, au Surinam, en Guyana et en Guyane.
- Lamprospilus calatia (Hewitson, 1873); présent au Nicaragua.
- Lamprospilus canacha (Hewitson, 1877); présent  en Colombie et au Venezuela, présence non confirmée en Guyane.
- Lamprospilus clarissa (Draudt, 1920); présent au Brésil.
- Lamprospilus coelicolor (Butler & Druce, 1872); présent au Costa Rica, au Nicaragua, en Colombie et en Guyane.
- Lamprospilus collucia (Hewitson, 1877); présent  au Costa Rica, à Panama, au Venezuela et à Trinité-et-Tobago.
- Lamprospilus decorata Lathy, 1926; présent au Pérou.
- Lamprospilus draudti Lathy, 1932; présent en Colombie.
- Lamprospilus genius Geyer, 1832; présent au Brésil, au Surinam et en Guyane.
- Lamprospilus japola (Jones, 1912); présent au Brésil.
- Lamprospilus lanckena (Schaus, 1902); présent au Pérou.
- Lamprospilus nicetus (C. & R. Felder, 1865); présent au Venezuela et en Équateur.
- Lamprospilus nubilum (Druce, 1907); présent au Brésil.
- Lamprospilus orcidia (Hewitson, 1874); présent au Mexique, au Brésil, en Argentine et en Guyane.
- Lamprospilus paralus (Godman & Salvin, [1887]); présent au Costa Rica et au Guatemala.
- Lamprospilus picentia (Hewitson, 1868); présent au Brésil.
- Lamprospilus quadramacula (Austin & Johnson, 1997); présent au Brésil, présence non confirmée en Guyane.
- Lamprospilus sethon (Godman & Salvin, [1887]); présent au Mexique, au Costa Rica et au Guatemala.
- Lamprospilus taminella (Schaus, 1902); présent au Brésil.
- Lamprospilus tarpa (Godman & Salvin, [1887]); présent au Mexique.
- Lamprospilus tucumanensis (Johnson & Kroenlein, 1993); présent en Argentine[1],[2].

## Répartition
Les Lamprospilus sont présents en Amérique centrale et Amérique du Sud.